# Bremer Zeitungswesen
Die Bremer Zeitungen erschienen seit dem 17. Jahrhundert zumeist regelmäßig. In chronologischer Folge wird die Herausgabe von periodisch erscheinenden Zeitungen in Bremen und Bremerhaven sowie im Bremer Territorium bei einem Bezug auf Bremen als Herzogtum, als Bundesland und auf seine Städte dargestellt.

## 17. und 18. Jahrhundert
Die Geschichte der Zeitungen beginnt nach der Erfindung des Buchdrucks durch Johannes Gutenberg (1445) am Beginn des 17. Jahrhunderts, als in Deutschland um 1615 die Frankfurter Postzeitung entstand und 1650 in Leipzig die Einkommende Zeitungen als erste Tageszeitung erschien. Im 18. Jahrhundert erlebten vor allem die Zeitschriften eine Blütezeit; Tageszeitung blieben noch eine Ausnahme. Vornehmlich Anzeigenblätter wurden in Bremen herausgegeben. Erst am Ende des 18. Jahrhunderts steigert sich in Bremen die Bedeutung der Aktualitätenzeitung als Vorläufer der Tageszeitung. Ein Vorläufer war die Maurer-Zeitung von 1654, als ältestes Presseerzeugnis in Bremen gedruckt, ein einmaliges Extrablatt, das als öffentlicher Anschlag mit dem „Bericht Eroberung der Burgk betreffend“ vom Sieg der Bremer „Krieges-Leuthe“ über die Schweden in Bremen-Burg schrieb.

In Bremen erscheinen folgende Zeitungen:

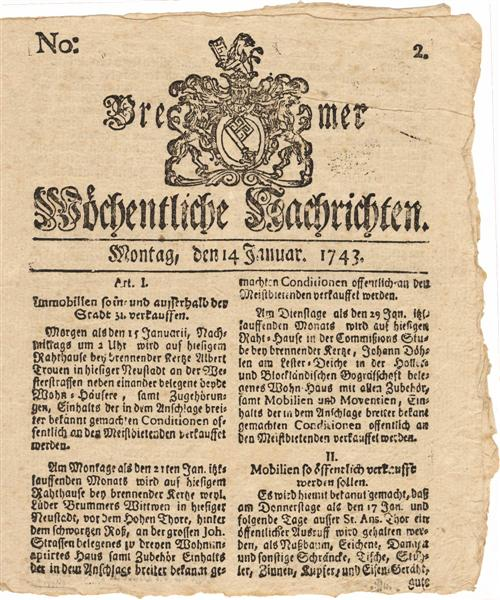
Bremer Wöchentliche Nachrichten von 1743

- Die Ordinari Postzeitung erschien zwischen 1632 und 1641 und wurde von Mitgliedern der Familie Köhler gedruckt.
- Die Dingstägige Post-Zeitung erschien um 1692/1694 bis 1741 als Aktualitätenzeitung und wurde von Hermann Brauer gedruckt.
- Die erste Bremer Zeitung kam im Anschluss der Post-Zeitung von 1741 bis 1812 (nach anderen Angaben ab 1742)[2] heraus und war auch eine Aktualitätenzeitung, die von der Witwe Brauer und dem Ratsdrucker Meier herausgegeben und gedruckt wurde.
- Die Wöchentlichen Frag- und Anzeigungsnachrichten erschienen um 1741 und 1742.
- Die Bremer Wöchentliche Nachrichten folgten vom 7. Januar 1743 bis zum 31. Dezember 1853, mit Unterbrechung in der Franzosenzeit. Im 19. Jahrhundert gelang es Gustav Bernhard Schünemann (1815–1865), dieses Anzeigenblatt zu übernehmen.
- Die Neuen Beiträge zum Vergnügen des Verstandes und Witzes wurden als wöchentliche Zeitschrift unter dem Begriff Bremer Beiträge bekannt. Die Zeitschrift wurde 1744 vom Schriftsteller Karl Christian Gärtner gegründet; sie erschien in Bremen und Leipzig u. a. im Verlag Nathanael Saurmann.

## 19. Jahrhundert
Am Anfang des 19. Jahrhunderts waren die Bremer Wöchentliche Nachrichten und die Bremer Zeitung die bedeutenden Blätter in der Region. Neben den Anzeigenzeitungen nahm nun die Bedeutung der Tageszeitungen ab der Mitte des 19. Jahrhunderts zu; so wurde auch die Bremer Nachrichten zur Tageszeitung. Die größten Verleger – auch von Zeitungen – wurden Carl Schünemann und seine Erben sowie Leopold von Vangerow an der Wesermündung. Die Provinzial-Zeitung und die Nordsee-Zeitung prägten ab 1852 bzw. 1866 zunehmend die Zeitungslandschaft in Geestemünde, Lehe und das erst 1827 gegründete Bremerhaven; die Orte waren noch lange Zeit selbständige Gemeinden. Eine Vielzahl von kleinen Blättern belebten oft nur kurzzeitig den Markt. Erst nach dem Ende des Sozialistengesetzes im Deutschen Kaiserreich durfte in Bremen 1890 von der SPD die Bremer Bürger-Zeitung herausgegeben werden. Es erschienen im 19. Jahrhundert:
- Das Journal du Département des Bouches du Weser erschien in deutscher Sprache als Zeitung des Departements der Weser-Mündungen und in französischer Sprache in der Bremer Franzosenzeit. Am 1. Februar 1812 erfolgte der Erlass des Kaiserreichs Frankreich, dass nur diese Zeitung im Départements des Bouches du Weser erscheinen durfte, die bis zum 26. Oktober 1813 herauskam. Das Journal wurde von der 1810 gegründeten Druckerei Schüneman sowie von Heyse und Jöntzen gedruckt.
- Die erste Neue Bremer Zeitung entstand 1813 aus dem Journal. Auch sie wurde von 1813 bis 1815 von Schünemann gedruckt. Die Rechte an der Zeitung gingen an die Buchhandlung Heyse über.
- Die zweite Bremer Zeitung entstand aus der Neuen Bremer Zeitung und erschien von 1815 bis 1848. Herausgeber der liberalen Zeitung für Norddeutschland war der Verleger Johann Georg Heyse. Sie ging an die Gebr. Jänecke aus Hannover über und aus ihr entwickelte sich dann seit 1872 der Hannoversche Kurier.
- Eine Zeitung aus dem Feldlager wurde 1813 von dem Generalmajor Friedrich Karl von Tettenborn herausgegeben.
- Der Deutsche Beobachter war vorübergehend 1814 für ein Jahr von Hamburg nach Bremen verlegt worden.
- Der Bürgerfreund bzw. Bremer Bürgerfreund erschien wöchentlich von 1814 bis 1866, bis 1842 bei der Druckerei Georg Jöntzen danach beim Verlagsbuchhändler und Drucker Wilhelm Wulff. Die Zeitschrift mit gemischten Inhalten befasste sich mit der bremischen Kulturgeschichtsforschung und druckte verschiedene Lithografien.
- Das Bremer Unterhaltungsblatt gab es von 1820 bis 1857.
- Das Bremische Magazin wurde von 1830 bis 1834 von F. Donandt herausgegeben.
- Der Bremer Kirchenbote kam wöchentlich von 1832 bis 1847 in der Buchhandlung Wilhelm Kaiser heraus.
- Kopfzeile der Bremerleher wöchentlichen Anzeigen Nr. 71/1843Die Bremerleher wöchentliche Anzeigen kamen 1842 als Wochenblatt heraus, hießen ab 1846 Wöchentliche Anzeigen für Lehe, Umgegend und Land Wursten, ab 1848 Der Mitteiler an der Unterweser, ab 1861 Volksblatt an der Nordsee und ab 1862 Volksblatt an der Weser. Das Blatt war ein Anzeigenblatt und zeitweise auch Intelligenzblatt mit auch politischen Nachrichten. Herausgeber war der propreußische Drucker Paul Friedrich Lamberti, der in Lehe und dann in Bremerhaven residierte. Obwohl das Blatt in Lehe herausgegeben wurde, um das Versagen einer Genehmigung von Bremen zu umgehen, war es überwiegend für den Bereich von Bremerhaven bestimmt. Die Zeitung wurde 1869 an die Nordsee-Zeitung verkauft.
- Die Weser-Zeitung erschien von 1844 bis 1942 im Schünemann Verlag (1918 bis 1923: Bremer Zeitungsverlag, 1923: Verlag Weser-Zeitung). Sie war ein liberales Wirtschafts- und Handelsblatt. Von 1886 bis 1917 (†) war Emil Fitger ihr bedeutender Chefredakteur.
- Der Courier an der Weser erschien von 1846 bis 1906 und hieß von 1863 bis 1886 nur Courier und von 1886 bis 1906 Bremer Courier. Verleger war bis 1904 N.A. Ordemann und bis 1906 die Bremer Zeitungsgesellschaft.
- Die Wochenzeitschrift für Vegesack und Umgebung war von 1846 bis 1859 ein Intelligenzblatt und von 1860 wurden unter dem Namen Vegesacker Wochenzeitschrift auch politischen Nachrichten gemeldet. 1885 ging sie an die Norddeutsche Volkszeitung über.
- Politische Wochenschrift für die Gegend der Unter-Weser und Elbe hieß 1849 ein liberales antipreußisches Blatt des Verlegers Horney, das Lamberti in Lehe druckte.
- Der Bremer Beobachter erschien von 1849 bis 1855 und ging in das Bremer Tageblatt über.
- Das Vegesacker Wochenblatt kam von 1849 bis 1860 heraus.
- Die zweite Neue Bremer Zeitung erschien von 1849 bis 1853 als konservatives Blatt und wurde bis 1851 (wie schon zuvor die Bremer Zeitung von 1815 bis 1848) von Johann Georg Heyse und bis 1853 von Georg Hunckel gedruckt.
- Die Tageschronik brachte von 1849 bis 1851 Georg Hunckel heraus. In dem demokratischen Blatt berichtete der Theologe und Revolutionär Rudolph Dulon.
- Der Bremer Volksfreund wurde von 1849 bis 1851 als Zeitschrift und 1852 als demokratische Zeitung gedruckt.
- Das Bremer Handelsblatt erschien von 1851 bis 1883. Von 1861 bis 1866 war Arwed Emminghaus Redakteur der Zeitung.
- Das Wochenblatt für Bremerhaven und Umgebung erschien von 1852 bis 1854 durch den Verlag von J. G. Heyse. Die Provinzial-Zeitung übernahm das Blatt 1854.

- Die Provinzial-Zeitung war von 1852 bis 1926 zugleich der Anzeiger für den Königlichen Obergerichts-Bezirk Lehe. I. W. Möller aus Lehe druckte und verlegte den pro hannoverschen Anzeiger. 1854 kaufte J. G. Heyse die Zeitung und schon 1855 wurde die Buchhandlung Heyse vom Buchdrucker Otto Remmler und vom Verleger Leopold von Vangerow übernommen. 1889 ging das Blatt an Otto Remmler jun. Ab 1926 hieß die Zeitung Wesermünde Neueste Nachrichten.

Schriftzug der Bremer Nachrichten

- Die Bremer Nachrichten kamen erstmals als Nachfolgezeitung für die Bremer Wöchentliche Nachrichten seit 1854 als Anzeigenblatt heraus. Sie soll, unter Einbezug der Bremer Wöchentliche Nachrichten, die drittälteste noch erscheinende Zeitung in Deutschland sein. Als Tageszeitung erschien sie von 1871 bis 1944 und seit dem 19. September 1949. Herausgeber war bis 1974 der Schünemann Verlag, der die dahin liberal-konservative Zeitung an die Weser-Kurier GmbH verkaufte. Die Bremer Nachrichten verloren ab den 1980er Jahren zunehmend ihre Eigenständigkeit (siehe auch bei Weser-Kurier, 1945).
- Das Bremer Fremdenblatt war von 1854 bis 1860 erhältlich und wurde von G. Hunkel verlegt und gedruckt.
- Die Morgen-Zeitung auch (allgemeine) Wochen-Chronik kam 1854 und 1855 im Verlag und Druck von Ordemann heraus.
- Das Bremer Tageblatt war von 1855 bis 1859 Nachfolger des Bremer Beobachters. Es wurde von Heinrich Strack verlegt und gedruckt.
- Das Correspondenzblatt für Bremerhaven erschien seit 1856 und wurde wie die Provinzial-Zeitung von Leopold von Vangerow herausgegeben.
- Die Bremer Wochenzeitung wurde 1859 von Moritz Lindemann erstellt.
- Der Telegraph erschien von 1859 bis 1863, seit 1859 bei Schünemann. Er wurde an den Courier an der Weser von Ordemann verkauft.
- Das Volksblatt an der Nordsee wurde von 1861 bis 1869 – ab 1862 mit dem Namen Volksblatt an der Weser – von Lamberti verlegt und gedruckt (s. o. 1842 bei Bremerlehe).
- Der Grenzbote war von 1862 bis 1872 das Amtsblatt der Ämter Blumenthal und Lilienthal und wurde von W. Vonnoh verlegt und gedruckt. Er wurde 1872 Teil der Wochenschrift für Vegesack und Umgebung, die als Vegesacker Wochenschrift bis 1885 bestand.
- Die Bremer Morgenpost von 1863 bis 1870 war aus dem Telegraph hervorgegangen. Das liberale Blatt hatte wechselnde Verleger.
- Das Bremer Kirchenblatt wurde von 1865 bis 1928 von der Bremischen Evangelischen Kirche wöchentlich herausgegeben. Danach kamen von 1929 bis 1931 die Bremer kirchlichen Monatshefte und von 1928 bis 1941 die Bremer Kirchenzeitung heraus.

- Die Nordsee-Zeitung wurde 1866 vom Ortsvorsteher Johann Bohls und von A. E. Lachmann in Geestemünde gegründet. Die erst bürgerlich-freisinnige und dann deutsch-nationale Zeitung wurde 1901 an die Provinzial-Zeitung von Geestemünde verkauft. 1947 erhielten Bruno Stöwsand und Walter Gong von der US-Militärregierung die Lizenz, die Nordsee-Zeitung neu herauszugeben. 1949 übernahm Kurt Ditzen wieder die Leitung des Verlages, der bis 1945 die Nordwestdeutsche Zeitung herausgegeben hatte. Die Zeitung trägt deshalb diesen Namen heute noch im Untertitel. Von September 1949 an arbeitete die Nordsee-Zeitung bis Anfang der 1970er Jahre mit den bürgerlichen Bremer Nachrichten zusammen. Die Nordsee-Zeitung erscheint heute mit einer verkauften Auflage von über 60.000 Exemplaren (2010). (Weiteres siehe auch bei der Nordwestdeutsche Zeitung von 1895)
- Die Bremerhavener Zeitung – Organ für das gesamte Unterwesergebiet gab der Redakteur F. Dannemann und Albers als freisinnige Zeitung von 1874 bis 1877 heraus.
- Das Bremer Fremdenblatt erschien nach 1854 bis 1860 nun erneut von 1874 bis 1875 im Verlag Adolph Schmidt und Heinrich Frese druckte das Blatt.
- Das Bremer Montagsblatt von 1874/75 wurde von Johannes Ordemann verlegt und gedruckt.
- Das Volksblatt in Bremen erschien 1875 bis 1878 als freisinniges Blatt in Verlag und Druck bei Adolf Feldmann.
- Das Osterholz-Scharmbecker-Wochenblatt erschien seit 1875 von der Druckerei Heinrich Julius Erdmann Saade. 1932 bildete das Blatt mit der Blumenthaler Zeitung eine technische Arbeitsgemeinschaft, die gemeinsam die Nordwestdeutsche Landeszeitung herausgab. 1945 erschien das Blatt als Osterholzer Kreisblatt als Wandzeitung und 1949 als Tageszeitung mit 3500 Exemplaren. 1971 kam das Blatt zum Osterholzer Zeitungsverlag mit den Gesellschaftern Hackmack, Meyer KG (51 %) und Heiner Saade (49 %) und es wurde als Lokalteil dem Weser-Kurier und den Bremer Nachrichten beigelegt.
- Die Freie Presse an der Unterweser gab es in Vegesack von 1876 bis in die Anfänge des 20. Jahrhunderts im Verlag Strohmeyer. Sie brachte von 1898 bis 1904 als Nebenblatt das Blumenthaler Tageblatt heraus.
- Die Bremer Freie Zeitung war seit 1876 ein sozialdemokratisch orientiertes Blatt aus der Bremer Genossenschaftsdruckerei, das aufgrund des Sozialistengesetzes ab 1878 nicht mehr erscheinen durfte.
- Das zweite Bremer Montagsblatt von 1876 wurde von Wind & Farer verlegt und gedruckt.
- Das Bremer Journal kam von 1877 bis 1880 als Nachfolger des Montagsblatt heraus, verlegt von Emil Kobabe, gedruckt bei Wind & Farer.
- Die Montags-Post, auch Die Post genannt, erschien 1878/79 wie das o.a. Volksblatt bei Adolf Feldmann.
- Die Bremische Volkszeitung bestand 1878/79 in Druck und Verlag von Schefer & Cassen.
- Das zweite Bremer Tageblatt gab es als freisinnige Zeitung nur 1879.
- Die Leher Nachrichten mit den Nebenausgaben Geestendorfer Anzeiger und Bederkesaer Wochenblatt kam ab 1882 im Verlag Schulze & Bissing in Lehe heraus.
- Die Rundschau in Bremen erschien von 1882 bis 1884 als tendenzielles Blatt der Deutschen Fortschrittspartei in Verlag und Druck von Johannes Daniel Pröhl.
- Die Norddeutsche Volkszeitung von 1885 bis 1941 war die Weiterführung der Wochenzeitschrift für Vegesack und Umgebung von 1846. Die Nordwestdeutsche Landeszeitung ging 1939 in diese Zeitung auf.
- Die Neuesten Nachrichten für Hemelingen und Umgebung erschien 1885/86.
- Die Unterweser-Zeitung kam 1885/86 heraus.
- Die Bremer Volkszeitung von 1888 wurde als sozialdemokratisches Blatt verlegt von Christian Meyer, gedruckt von Wilhelm Fuse und redigiert vom Gewerkschafter Julius Bruhns (SPD). Sie stellte am 10. März 1933 auf Druck des NS-Regimes ihr Erscheinen ein.[3]
- Die Norddeutsche Volksstimme war von 1890 bis 1933 und nach 1948 ein sozialdemokratisches Blatt in Bremerhaven, Lehe und Geestemünde. Die GmbH wurde 1901 teils und 1918 ganz von der SPD übernommen und erhielt 1929 das Verlagshaus Norddeutsche Volksstimme.
- Die Bremer Bürger-Zeitung war von 1890 bis 1974 das Parteiblatt der SPD und zeitweilig eine der führenden sozialdemokratischen Zeitungen im Deutschen Reich. 1890 trat der Bremer Reichstagsabgeordnete Julius Bruhns (SPD) als erster Verleger und Redakteur auf. Von 1895 bis 1907 wurde die Zeitung vom Auer-Verlag in Hamburg übernommen und von 1907 bis 1974 vom parteieigenen Verlagshaus Schmalfeldt  & Co. Chefredakteur war von 1900 bis 1919 Alfred Henke (SPD, USPD). Durch bekannte Redakteure wie Johann Knief, Anton Pannekoek, Friedrich Ebert, Karl Radek oder Hans Hackmack erhielt die Zeitung ein hohes Niveau. Alfred Faust und Wilhelm Kaisen waren in der Weimarer Republik Chefredakteure. Sie war von 1933 bis 1945 verboten und wurde 1950 wieder mit zeitweise 150.000 Exemplaren herausgegeben. 1975 wurde daraus der (zweite) Bremer Anzeiger.
- Die Unabhängige von 1892/93 und dann Deutsches Volksblatt von 1893/94 wurde von L. H. Müller verlegt und A.G. Brinner und Th. Kliche gedruckt als antisemitisches, deutschsoziales Blatt.
- Der Hemelinger Bote erschien von 1892 bis 1945 zuerst als freisinniges Blatt. Herausgeber waren u. a. Meißner und Schwerdfeger & Trampf.
- Der Bremer Generalanzeiger kam von 1894 bis 1899 mit wechselnden Verlegern heraus und wurde vom dritten Bremer Tageblatt übernommen.
- Kopfzeile der Nordwestdeutschen Zeitung vom 17. Mai 1926 Die Nordwestdeutsche Zeitung in Bremerhaven wurde 1895 von Josef Ditzen mit anderen Partnern als GmbH gegründet. Ditzen war ab 1895 auch Chefredakteur der Nordsee-Zeitung. Die Zeitung war politisch überparteilich und liberal. 1913 kaufte der Verlag die Unterweser-Zeitung und nannte sich jetzt Nordwestdeutsche Zeitung, Zeitungsverlag und Druckerei GmbH. Die Zeitung hatte 1913 eine Auflage von ca. 17.500 Exemplaren. 1931 übernahm der Kurt Ditzen den Verlag. Die Zeitung wurde bürgerlich-konservativ ausgerichtet. Die Auflage belief sich auf ca. 21.500 Exemplare. Am 7. Mai 1945 erschien die letzte Ausgabe der Zeitung. Den Namen Nordwestdeutsche Zeitung von 1895 trägt die Nordsee-Zeitung heute noch im Untertitel.
- Die Norddeutsche Zeitung – liberal/konservativ – kam wie die Nordwestdeutsche Zeitung von 1895 bis 1945 durch den Ditzen-Verlag heraus.
- Das dritte Bremer Tageblatt erschien von 1896/97 bis 1920. Verlag und Druck erfolgten bis 1898 bei Heinrich Gronau, dann bis 1904 vom Bremer Tageblatt und bis 1920 von der Bremer Zeitungsgesellschaft. Es übernahm den Bremer Generalanzeiger.
- Kopfzeile des Leher Tageblatts vom 29. Jan. 1905 Das Leher Tageblatt kam von 1897 bis 1905 heraus und war Kopfblatt der Nordsee-Zeitung bzw. der Provinzial-Zeitung.
- Die Lesum-Burgdamer Zeitung gab es 1897.
- Die Blumenthaler Kreiszeitung von 1898 bis 1900 verlegte und druckte E. Seubert.
- Das Blumenthaler Tageblatt erschien von 1898 bis 1904 als Nebenausgabe der Freien Presse an der Unterweser.

## 20. Jahrhundert bis 1945
Am Anfang des 20. Jahrhunderts bestanden als Zeitungen
- in Bremen fünf Zeitungen mit insgesamt rund 85.000 Exemplaren (1903) bei 200.000 Einwohnern (1903):
  - der Bremer Courier bis 1906 (täglich mit um 12 Ausgaben pro Woche) als Mittelstandszeitung
  - die Bremer Nachrichten (täglich) als liberales Lokalblatt, Auflage 1914: um 50.000 Exemplare
  - das liberale Bremer Tageblatt mit dem Bremer Generalanzeiger (6× wöchentlich), parteilos, mit um die 12 Ausgaben pro Woche, mit vielen Anzeigen und niedrigem Preis, existierte bis 1920.
  - die Bremer Bürger-Zeitung (6× wöchentlich) als Parteiblatt der Arbeiterpartei SPD mit 8.000 Exemplaren (1903) bzw. 24.000 Exemplaren (1914)
  - die Weser-Zeitung (täglich mit um 18 Ausgaben pro Woche) bis 1918 als liberales, danach bis 1942 als rechts-konservatives Wirtschafts- und Handelsblatt
- in Bremerhaven, Lehe und Geestemünde fünf Zeitungen für 60.000 Einwohner
  - die Nordwestdeutsche Zeitung,
  - die Norddeutsche Zeitung,
  - die Nordsee-Zeitung,
  - die Norddeutsche Volksstimme,
  - die Provinzial-Zeitung in Lehe,
- in Bremen-Nord mit um die 23.000 Einwohnern
  - die Vegesacker Freie Presse an der Unterweser mit dem
  - Blumenthaler Tageblatt,
- in Hemelingen mit um die 15.000 Einwohnern
  - der Hemelinger Bote.

Die Tageszeitungen waren politisch und soziologisch differenziert und erreichten in hoher Auflage alle Bevölkerungsschichten.
Neue Zeitungen kamen hinzu:
- Die Unterweser-Zeitung erschien von 1905 bis 1913 vom Leher Bürgerverein. Sie wurde 1908 an einen Hamburger Verleger verkauft; nach dessen Konkurs gingen die Namensrechte an die Norddeutsche Zeitung über.
- Die Blumenthaler Zeitung von 1913 bis 1940 wurde von Rudolf Steinbeck als national-liberales Blatt verlegt und gedruckt. Sie wurde ab 1917 mehrfach verkauft. Ab 1930 war die Blumenthaler Druckerei Schnibbe & Pörtner Besitzer der Zeitung. Als Nebenausgaben erschienen von 1930/31 bis 1933 die Lesum-Burgdammer Nachrichten (die es schon 1897 gab), der Grohn-Aumunder Anzeiger und ab 1932 die Stedinger Landzeitung. Ab 1933 hieß das Blatt Nordwestdeutsche Landeszeitung. Auch die Osterholz-Scharmbecker Zeitung war von 1933 bis 1940 mit diesem Blatt verbunden, dass 1940 in die Norddeutsche Volkszeitung von 1885 aufging.
- Die Norddeutsche Landes-Zeitung erschien wie die Blumenthaler Zeitung von 1913 bis 1940 und gehörte auch seit 1930 zu Schnibbe & Pörtner und ging ebenfalls 1933 in der Norddeutsche Volkszeitung auf.
- Wochenzeitschrift Arbeiterpolitik wurde 1916 bis 1919 mit bis zu 3000 Exemplaren von Johann Knief herausgegeben.
- Der Kommunist von 1918 bis 1920, im wechselnden Verlag und Druck, war das Parteiblatt der KPD. Es wurde 1919 von Knief redaktionell geleitet und 1920 verboten. Danach erschien von 1920 bis 1921 eine Bremer Beilage bei der Zeitung Die Rote Fahne von der KPD-Sektion der III. Internationalen, Bez. Nordwest.
- 1917/18 wechselte die bis dahin liberal Weser-Zeitung den Verlag von Schünemann an den neuen Bremer Zeitungsverlag mit 170 Anteilseignern und wurde nun unter Gerhard Heile rechts-konservativ ausgerichtet.
- Das Bremer Volksblatt von 1919 bis 1922 war die Zeitung der Bremer Mehrheitssozialisten (MSPD). Bei wechselnden Verlagen und Druckereien war sie schließlich im Verlag J. H.Schmalfeldt & Co. von Hinrich Schmalfeldt. Das Blatt wurde 1922 in die Bremer Volkszeitung aufgenommen.
- Die Bremer Arbeiter-Zeitung von 1918 bis 1922 war die Zeitung der Bremer Unabhängigen Sozialdemokraten (USPD). Chefredakteur war 1918 Alfred Henke (SPD, USPD) und seit März 1919 Alfred Faust (USPD, SPD). 1922 wurde sie und das Bremer Volksblatt zur Bremer Volkszeitung.
  - Die Arbeiter-Zeitung für das Unterwesergebiet war von 1919 bis 1922 eine Nebenausgabe der Bremer Arbeiter-Zeitung
- Die Rote Fahne, Organ der KPD-Sektion, erhielt 1920/21 eine Bremer Beilage, die ab Mitte 1921 in Bremen gedruckt wurde. Seit dem 1. November 1921 hieß das regionale KPD-Blatt Nordwestdeutsches Echo.
- Die dritte Bremer Zeitung mit nationalistischer Tendenz (für DVP, dann DNVP) erschien von 1921 bis 1929, hieß von 1923 bis 1924 Norddeutsche Rundschau, bis 1926 Nationale Rundschau und bis 1929 wieder Bremer Zeitung.
- Das Nordwestdeutsche Echo kam als kommunistisches, aggressives Parteiblatt der KPD von 1921 bis 1924 durch die Verlagsgenossenschaft Nordwest heraus. Das Blatt war im Oktober und November 1923 verboten.
  - Es hieß von 1924 bis 1933 Arbeiter-Zeitung und wurde weiterhin in Bremen gedruckt.
- Die Bremer Volkszeitung von 1922 bis 1933 war ein Blatt der SPD mit den Chefredakteuren Wilhelm Kaisen (1922–1925) und Alfred Faust (1925–1933).
- Der Niedersachsen Herold von 1923 bis 1928 war ein nationalsozialistisches Blatt.
- Der Völkische Ratgeber erschien 1924/25 als national-völkisches Blatt im Verlag Schröder & Meiners und wurde von Schierenbeck gedruckt.
- Die Freie Hanse war 1924 die Zeitung des Deutsch-Republikanischen Reichsbundes und wurde durch Schmalfeldt gedruckt.
- Der Blockadebrecher kam von 1924 bis 1931 im Verlag Adolf Ernst Schulte heraus.
- Die so genannten Arbeiterkorrespondenzen der Kommunisten (KPD) zirkulierten in den 1920er Jahren ohne Mitarbeiter- und Verlagsangaben.
- Der Hemelinger Anzeiger von 1924 bis 1941 des Verlegers W.V. Pille (1936 Wilhelm Kleeberg) hatte die Nebenausgabe Syker Neueste Nachrichten und war ab 1932 Anzeiger für den Kreis Achim, ab 1933 Kreis Verden-Achim und Anzeiger für den Bremer Südosten.
- Mitte der 1920er Jahre hatten die fünf Bremer Zeitungen eine Auflage von 110 bis 120 Tausend Exemplaren, davon die Bremer Nachrichten mit 70.000 Exemplaren. In Bremen wohnten rund 300.000 Einwohner.
- Der Ansgarius war von 1924 bis 1936 eine katholische Sonntagszeitung. Hrsg.: Dechant Friedrich Hardinghaus. Danach trat bis 1941 an die Stelle der Kirchenbote der Diözese vom Bistum Osnabrück.
- Die Presse-Kommission (heute Pressestelle) des Senats wurde um 1925 eingerichtet.
- Die Wesermünder Neueste Nachrichten entstand 1926 aus der Provinzial-Zeitung und kam bis 1941 heraus. Die einst bürgerliche Zeitung wurde nationalsozialistisch.
- Das Hemelinger Tageblatt von 1927 bis 1930 war eine Nebenausgabe der Syker-Zeitung.
- Der Niedersachsen-Stürmer von 1928 bis 1931 war die Wochenzeitung der NSDAP.
- Die Bremer Kirchenzeitung kam von 1928 bis 1941 als Nachfolgeblatt des Bremer Kirchenblatts von der Bremischen Evangelischen Kirche heraus.
- Die Bremer kirchlichen Monatshefte wurden von 1929 bis 1931 von der Bremischen Evangelischen Kirche herausgegeben.
- Die Weser-Warte (1929), dann Weser-Ems-Warte (1929/30) war ein nationalsozialistisches Blatt.
- Der Grohn-Aumunder Anzeiger kam von 1930 bis 1933 als Nebenausgabe der Blumenthaler Zeitung (s. o. 1913) heraus. Im Mai 1933 erhielt er den Untertitel Tageszeitung für nationales und soziales Volkstum.
- Die Nationalsozialistische Neue Nachrichten von 1930/31 druckte Heinrich Engelke.
- Die Bremer Nationalsozialistische Zeitung (NSDAP) erschien von 1931 bis 1933 (Auflage 3000) und war dann die vierte Bremer Zeitung. Redakteure war u. a. Kurt Thiele (1931/32) (NSDAP).
- Der Bremer Anzeiger wurde 1931 von der Weser-Druckerei Dietrich Putscher hergestellt.
- Die Lesum-Burgdammer Nachrichten waren 1931/32 eine Nebenausgabe der Blumenthaler Zeitung (s. o. 1913).

1933 bis 1945
- Die „Gleichschaltung“ der Presse durch die Nationalsozialisten unter Richard Hochmuth (NSDAP), Leiter der Pressestelle, erfolgte ab April 1933.
- Die Bremer Zeitung der NSDAP, erschien bis 1945 im NS-Gauverlag Weser-Ems (Auflage 1937: 37.000). Sie wurde 1933 auch offizielles Amtsblatt des Senats (Untertitel der Zeitung), während den Bremer Nachrichten diese Aufgabe entzogen wurde. Redakteur war u. a. Hanskarl Sichart von Sichartshoff (NSDAP).
- Die Bremer Volkszeitung der SPD muss ihr Erscheinen am 30. März 1933 einstellen. Das Verlagshaus Am Geeren 6/8 wurde im Mai 1933 beschlagnahmt und die NS-Zeitung übernahm das Haus.
- Die Nordwestdeutsche Landeszeitung war von 1933 bis 1940 eine Nebenausgabe der Blumenthaler Zeitung (s. o. 1913).
- Die Weser-Zeitung (1933: Auflage 80.000) stellte 1934 ihr Erscheinen ein und die Bremer Nachrichten erschienen unter dem Titel Bremer Nachrichten mit Weser-Zeitung.
- In Bremen-Stadt gab es ab 1934 nur noch zwei Zeitungen, 1935 mit 87.000 Exemplaren für 330.000 Einwohner, 1938 mit über 100.000 Exemplaren für 350.000 Einwohner und 1943/44 mit um 150.000 Exemplaren für um 440.000 Einwohner.
- Der Schünemannverlag der Bremer Nachrichten musste 1936 eine 51 %-Beteiligung der NS Vera-Verlagsanstalt hinnehmen. Die Auflage betrug ab 1936 um 60 bis 65.000 Exemplare und stieg bis 1939 auf 78.000 und 19 1943/44 auf rund 90.000 Exemplare. Hauptschriftleiter wurde 1936 Erich Beck (NSDAP).
- Carl und Walther Schünemann wurden 1936 aus der Reichspressekammer ausgeschlossen.
- Der Anzeiger für den Bremer Südosten erschien von 1939 bis 1941, seit 1936 als Hemelinger Anzeiger (s. o. 1924) im Verlag Wilhelm Kleeberg in Hemelingen.
- Die Bremer Nachrichten mussten ab September 1944 ihr Erscheinen einstellen, kriegsbedingt wie es hieß. Statt fünf Zeitungen (1932) blieb als einzige Zeitung das NS-Organ Bremer Zeitung übrig. Ihre letzte in Osterholz-Scharmbeck gedruckte Ausgabe erschien am 28. April 1945. Bremen war bereits einen Tag zuvor befreit worden.

## Die Zeit nach 1945
Nach dem Zweiten Weltkrieg fand ein Konzentrationsprozess bei den Zeitungen statt, so dass es im Land Bremen und seiner direkten Umgebung heute faktisch nur die beiden großen Zeitungen Weser-Kurier und Nordsee-Zeitung sowie die zwei großen Anzeigenblätter Bremer Anzeiger und Weser Report gibt. Seit 1945 erschienen:
- Der Weser-Bote – Alliiertes Nachrichtenblatt kam als Wochenblatt nur 1945, vom 23. Juni bis zum 15. September, durch die amerikanische Besatzungsmacht in der Amerikanischen Besatzungszone heraus. Zentral wurde er mit 12 (nach anderen Angaben 16) anderen Zeitungen der 12. amerikanischen Heeresgruppe von Hans Habe in Bad Nauheim redigiert.

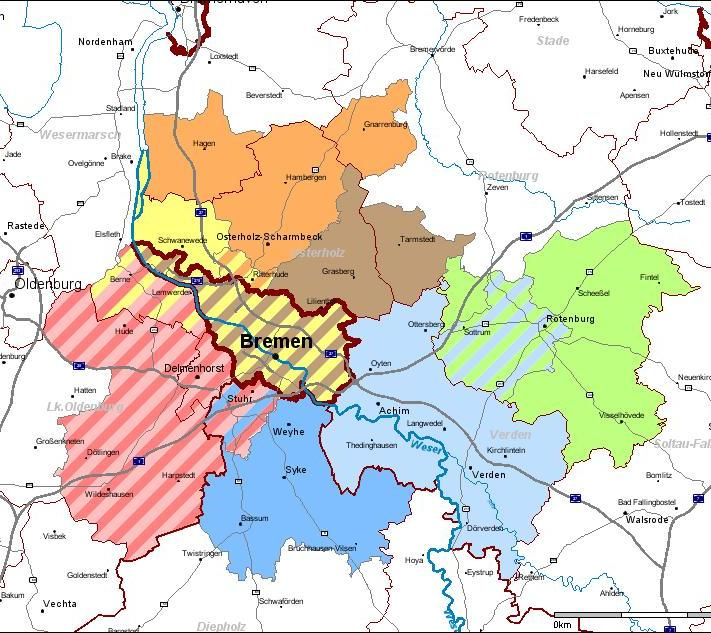
Weser-Kurier: Verbreitungsgebiet heute

- Der Weser-Kurier erschien nach dem Zweiten Weltkrieg am 19. September 1945 als erste Lizenzzeitung in Bremen, zunächst ab 1946 in der Weser-Kurier GmbH, die heute als Bremer Tageszeitungen AG firmiert. Hans Hackmack, der vor der Nazizeit Redakteur der Bremer Bürger-Zeitung (s. o. 1890) war, erhielt 1945 als erster in Bremen eine Zeitungslizenz. 1947 erhielten auch der Kaufmann Eberhard Peters (bis 1948) und der der CDU nahestehende Felix von Eckardt (Chefredakteur bis 1952) eine Lizenz. Bekannte Redakteure waren u. a. der Schriftsteller Manfred Hausmann, Jürgen Tern (ehemaliger Herausgeber der Frankfurter Allgemeinen Zeitung), Hans Walter Berg ab 1952 langjähriger Asienkorrespondent der ARD, die Chefredakteure Karl Bachler, Heinz Nolte, Werner Schmidt, Jürgen Bettmann und Volker Weise. Der Weser-Kurier erschien bis Juli 1947 zweimal und bis September 1949 dreimal pro Woche. 1952 übernahm der Kaufmann Hermann Rudolf Meyer Verlagsanteile und wurde 1956 paritätischer Miteigentümer. Gedruckt wurde die Zeitung seit 1949 vom Schünemann-Verlag und ab 1957 durch die Weser-Kurier GmbH, ab 1970 in Woltmershausen. Die auflagenstarke Zeitung verbreitet rund 170.000 Exemplare (2010) täglich.
  - Der Kurier am Sonntag ist die Sonntagszeitung von Weser-Kurier, Bremer Nachrichten und Verdener Nachrichten.
  - Als Regionalbeilagen der Bremer Tageszeitungen AG kam zuerst in Bremen-Nord eine Extrabeilage heraus. Es folgten der Nord-Kurier von 1971 bis 1979, danach von 1979 die Die Norddeutsche. Der Südkreis-Kurier erschien seit 1971. Heute werden montags und donnerstags die Ausgaben des Weserkuriers um den Stadtteil-Kurier als stadtteilspezifischen Beilage erweitert.
  - Als Regionalausgaben bzw. Lokalbeilagen werden von der Bremer Tageszeitungen AG als Supplement herausgegeben der Achimer Kurier in Achim, der Delmenhorster Kurier in Delmenhorst, Die Norddeutsche (Zeitung für Bremen-Vegesack und das Umland) in Vegesack, die Regionale Rundschau in Stuhr-Brinkum, die Wümme-Zeitung in Lilienthal, das Osterholzer Kreisblatt in Osterholz-Scharmbeck und der Syker Kurier in Syke sowie die Verdener Nachrichten mit eigenem Zeitungskopf.
- Die Nordsee-Zeitung kam mit Lizenz im Herbst 1947 wieder heraus, zunächst bis 1949 auch mit einer stadtbremischen Zeitung, die nach dem Start der Bremer Nachrichten ihr Erscheinen einstellte. In Bremerhaven bestand die Zeitung dem Namen nach seit 1866 und als Nachfolger der Nordwestdeutsche Zeitung seit 1895 (siehe 1866 und 1895). Der Verleger Kurt Ditzen, von 1937 bis 1945 NSDAP-Mitglied, erhielt zunächst keine Zeitungslizenz, sondern Bruno Stöwsand und Walter Gong. 1949 übernahm Ditzen wieder den Verlag und Stöwsand blieb bis 1957 Chefredakteur und war danach bis 1975 Verlagsleiter. Von 1967 bis 1982 prägte der Chefredakteur Rudolf Dahmen die nun liberal-bürgerliche Zeitung. Es wurden langfristige technische und redaktionelle Kooperationsverträge mit Zeitungsverlagen in Nordenham, Bremervörde, Zeven, Otterndorf und Cuxhaven sowie mit dem Stader Zeitungsverlag geschlossen.
  - Das Sonntags Journal erscheint bei der Nordsee-Zeitung.
- Die Bremer Nachrichten erhielten erst 1949 eine Zeitungslizenz, da der Verleger Walther Schünemann in der Zeit des Nationalsozialismus seit 1937 Mitglied der NSDAP war. Sie war zu dieser Zeit eine bürgerlich-liberale Tageszeitung und bis 1974 eigenständig und dann eine teilweise autonome Zeitung der Bremer Tageszeitungen AG. Es fand eine zunehmende Angleichung statt: In den 1970/80er Jahren bei den Seiten Wirtschaft, Kultur, Vermischtes und Niedersachsen, seit 1987 beim Lokalteil und seit 2008/10 auch im Politikbereich. Sie unterscheidet sich vom Weser-Kurier heute nur durch den Kopf der Zeitung.
- Die Tribüne der Demokratie war seit 1947 das Mitgliederblatt der KPD, wurde mehrfach verboten und hieß für kurze Zeit 1956 Weser-Post.
- Die zweite Norddeutsche Volkszeitung gab es wieder von 1949; davor von 1885 bis 1941.
- Die Bremer Presse erschien 1949/50 als Kopfblatt der Hannoverschen Presse (heute Neue Presse) und war im Eigentum der SPD.
- 1950 betrug die Auflage des Weser-Kuriers 82.000 Exemplare, die der Bremer Nachrichten 47.000 und der Bremer Presse 10.000; zusammen also 139.000 Exemplare. In der Stadt Bremen lebten 444.549 Einwohner.
- Die Bremer Volkszeitung kam als sozialdemokratisches Wochenblatt von 1950 bis 1955 im Verlag Kurt Wurbs heraus und wurde von der Bremer Presse und von 1951 von Schmalfeldt gedruckt.
- Die Ostbremer Rundschau erschien von 1955 im Verlag und Druck von Schmalfeldt.
- Die Bremer Bürger-Zeitung von 1890 (s. dort) erschien als Wochenblatt wieder von 1955 bis 1975 als Organ der SPD Bremen mit den Chefredakteuren Moritz Thape (SPD) (1955–1964), Harry Tallert (SPD) und Reinhard Uhde (SPD) (1965–1974). 1974/75 gab es dazu Stadtteilzeitungen. Aus diesem Blatt wurde der Bremer Anzeiger.
- Der Anzeiger für das Bremer Stadtgebiet links der Weser oder Bremer Anzeiger links der Weser kam seit 1960 heraus und wurde von Schmalfeldt verlegt.
- Der Weser Report der KPS Verlagsgesellschaft mbH (Druck: u.a. Nordwestzeitung Oldenburg und Druckzentrum Braunschweig GmbH) war ab 1971 zunächst eine Zeitung der Bremer CDU, die ihre Verlagsanteile aber in den 1980er Jahren verkaufte. Sie wandelte sich zu einem kostenlosen, zweimal wöchentlich erscheinenden Anzeigenblatt mit sechs Bremer Lokalausgaben. Als Schwestertitel entstanden der Elbe Report (Magdeburg), Aller Report (Landkreis Verden), Delme Report (Stadt Delmenhorst), Hunte Report (Stadt Oldenburg), Hamme Report (Landkreis Osterholz) und Wümme Report (Landkreis Rotenburg) und die Nebenausgabe Nord Report. Sie hat eine Auflage von rund 345.000 Exemplaren. Sie kooperiert mit den Partnerverlagen Wesermarsch am Sonntag, Rotenburger Rundschau Hunte-Report und Die Wochenpost.
- Der Bremer Anzeiger (vormals Bremer Bürger-Zeitung) war seit 1975 ein kostenloses Anzeigenblatt der Bremer Anzeiger GmbH und kooperierte mit seinen Partnerverlagen, dem Kreisblatt am Sonntag in und um Delmenhorst, dem Osterholzer Anzeiger im Landkreis Osterholz und Bremervörde und der Aller-Weser Verlagsgesellschaft GmbH • Wochen-Tipp/Sonntagstipp. Die Zeitung wurde von der Druckerei der Bremer Tageszeitungen AG hergestellt, mit einer Mittwochsauflage von rund 180.000 und einer Sonntagsauflage von rund 225.000 Exemplaren mit den Nebenblättern Bremen-Mitte, Bremen-Ost, Bremen-West, Bremen-Nord, Links der Weser, Huchting/Stuhr. Die 2014 insolvente GmbH verteilte zu dieser Zeiteinmal wöchentlich nur noch 20.000 Exemplare. Die Zeitung erscheint mittlerweile nicht mehr, die entsprechende Internetdomain bremer-anzeiger.de wurde 2015 gelöscht.
- Als neue Anzeigenzeitung erscheint der Kurier der Woche seit 2013 immer Sonntags in Bremen, im Landkreis Osterholz und in den an Bremen angrenzenden Gemeinden. Der Kurier der Woche wird von der Bremer Tageszeitungen AG herausgegeben und wird nur an Nichtabonnenten verteilt. Kurier am Sonntag und Kurier der Woche bilden gemeinsam die auflagenstärkste Anzeigen- und Beilagenkombination in Bremen.
- Die eigenständige Bremen-Ausgabe der tageszeitung (taz) wurde aus finanziellen Gründen eingestellt und in die taz nord eingegliedert; diese umfasst neben der Mantelzeitung drei Seiten allgemeinen Regionalteil und eine Wechselseite jeweils für die Länder Bremen und Hamburg.

## Aktuell

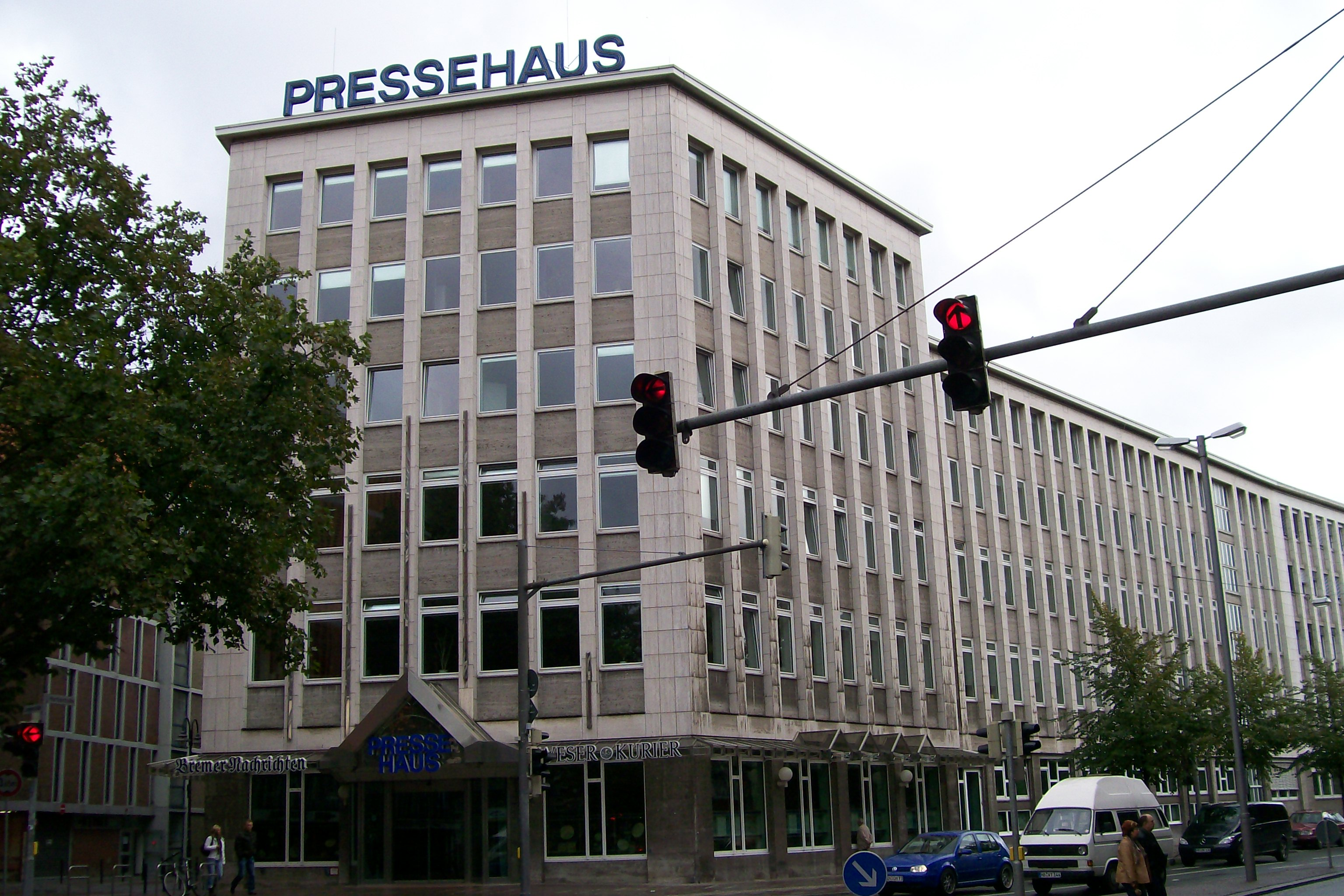
Das Pressehaus, u. a. Sitz von Bremer Nachrichten und Weser-Kurier

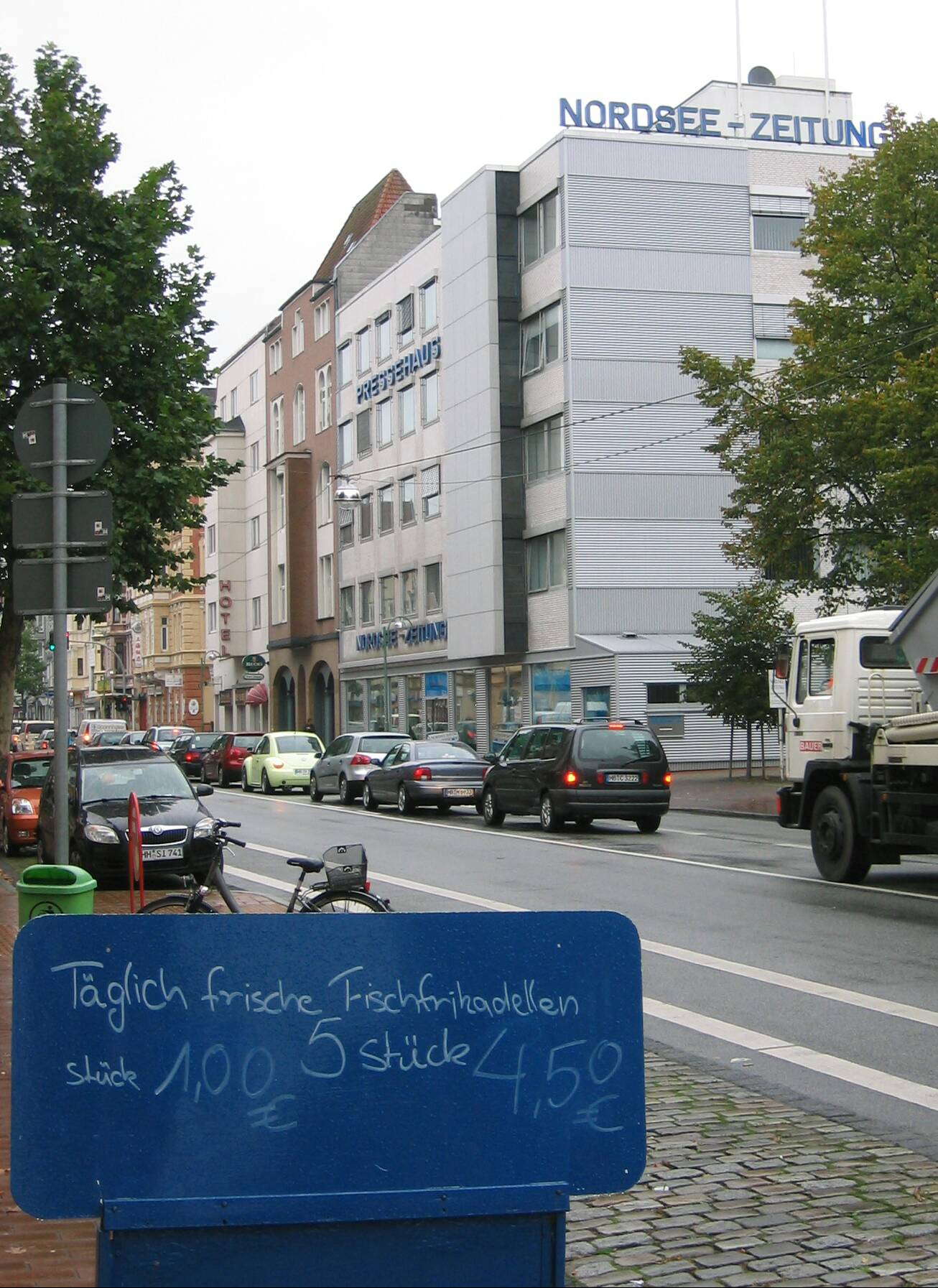
Nordsee-Zeitung Bremerhaven

### Tageszeitungen
Als Tageszeitungen erscheinen der Weser-Kurier und die inhaltlich identischen Bremer Nachrichten. Montags und donnerstags liegt dem Weser-Kurier und der Bremer Nachrichten jeweils der Stadtteil-Kurier (sechs Ausgaben: Nordost, Südost, Mitte, Links der Weser, West und Huchting) bei. Die Sonntagsausgaben erscheinen in zwei Varianten: der Kurier am Sonntag mit aktuellen redaktionellen Beiträgen für Abonnenten und als kostenlose Ausgabe der Kurier der Woche mit ausgewählten Beiträgen aus den Tageszeitungen der vergangenen Woche für Nicht-Abonnenten.
In Bremen-Nord erscheint von Montag bis Sonnabend die Regionalausgabe Die Norddeutsche, die als eigenständige Tageszeitung seit 1885 unter dem Namen Norddeutsche Volkszeitung erscheint.
In Bremerhaven erscheint die Nordsee-Zeitung. Es bestehen technische und redaktionelle Kooperationsverträge mit Zeitungsverlagen in Nordenham, Bremervörde, Zeven, Otterndorf und Cuxhaven sowie mit dem Stader Zeitungsverlag geschlossen. Das Sonntags Journal erscheint bei der Nordsee-Zeitung.
Mit einer eigenständigen Ausgabe für den Großraum Bremen erscheint außerdem die Bild.

### Wochenblätter
In Bremen erscheinen drei Wochenblätter:
- der Bremer Anzeiger (BA) als Anzeigenblatt erschien bis Ende 2014,
- der Kurier der Woche (KdW) am Sonntag (bis Sept. 2022),
- der Weser-Report sowie
- Das BLV in Bremen-Nord.

### Stadtmagazine
Mit Bremer, Bremen-Magazin, dem Stadtmagazin Mix und dem Nordanschlag in Bremen-Nord erscheinen außerdem eine Reihe unabhängiger Stadtmagazine. Hinzu kommen die Kultur- und Gesellschaftszeitschriften Foyer und Brillant – Das Magazin aus Bremen sowie zahlreiche kleinere Publikationen mit stark lokalem Charakter in einzelnen Stadtteilen. Die Zeitschrift der Straße ist ein Straßenmagazin mit ausgeprägtem Lokalbezug, das im Rahmen eines sozialen Gemeinschaftsprojekts produziert wird.

### Agenturen
Alle großen Nachrichtenagenturen und die meisten großen Tageszeitungen Nordwestdeutschlands sind mit Korrespondentenbüros in Bremen vertreten.

## Bedeutende Redakteure und Chefredakteure
- Karl Christian Gärtner, 1744 Redakteur der Bremer Beiträge.
- Rudolph Dulon, 1849 bis 1851 Redakteur bei der Tageschronik.
- Arwed Emminghaus, 1861 bis 1866 Redakteur des Bremer Handelsblatts.
- Emil Fitger, 1878 Redakteur und von 1886 bis 1917 (†) Chefredakteur der Weser-Zeitung.
- Josef Ditzen, 1889 Chefredakteur der Provinzial-Zeitung, ab 1895 Verleger und Chefredakteur der Nordwestdeutschen-Zeitung.
- Julius Bruhns, ab 1890 Verleger und Redakteur der Bremer Bürger-Zeitung
- Friedrich Ebert 1893/94 Redakteur der Bremer Bürger-Zeitung.
- Georg Kunoth, 1899 bis 1927 Chefredakteur der Bremer Nachrichten.
- Alfred Henke, 1900 bis 1919 Chefredakteur der Bremer Bürger-Zeitung.
- Heinrich Schulz, 1901 bis 1906 Chefredakteur der Bremer Bürger-Zeitung.
- Johann Knief, bis 1914 Redakteur der Bremer Bürger-Zeitung, von Ebert entlassen, dann bis 1919 Redakteur und Herausgeber der Bremer Zeitschrift Arbeiterpolitik.
- Alfred Faust, 1919 Chefredakteur der Bremer Arbeiterzeitung, 1922 bis 1928 Redakteur und 1928 bis 1933 Chefredakteur der Bremer Volkszeitung (Bremer Bürger-Zeitung).
- Wilhelm Kaisen, 1919 Redakteur beim Bremer Volksblatt, von 1920 bis 1925 Chefredakteur der Bremer Volkszeitung (Bremer Bürger-Zeitung)
- Hans Hackmack, 1922 bis 1933 (ab 1925 Chefredakteur) Bremer Volkszeitung (Bremer Bürger-Zeitung) und 1945 bis 1955 Chefredakteure des Weser-Kuriers.
- Hermann Osterloh, um 1922 bis um 1928 Redakteur der Arbeiter-Zeitung (KPD)
- Adolf Ehlers, um 1925 Redakteur der Arbeiter-Zeitung (KPD)
- Manfred Hausmann, 1924/25 Redakteur der Weser-Zeitung, von 1945 bis 1952 Redakteur des Weser-Kuriers.
- Georg Borttscheller, 1929 Leitender Handelsredakteur bzw. Chefredakteur der liberalen Weser-Zeitung bis 1934, die auf Befehl der Nationalsozialisten eingestellt werden musste.
- Felix von Eckardt, 1945 bis 1952 Chefredakteur des Weser-Kuriers.
- Moritz Thape, ab 1945 Redakteur verschiedener Zeitungen, von 1955 bis 1965 Redakteur und Chefredakteur der Bremer Bürger-Zeitung.
- Adolf Wolfard, 1951 (†) Chefredakteur der Bremer Nachrichten.
- Karl Bachler, 1956 bis 1970 Chefredakteur des Weser-Kuriers.
- Rudolf Dahmen, 1967 bis 1982 Chefredakteur der Nordsee-Zeitung.
- Volker Weise, 1982 bis 1987 und 2008/09 Chefredakteur der Bremer Nachrichten, von 1987 bis 2009 Chefredakteur des Weser-Kuriers
- Lars Haider, 2009 bis 2011 Chefredakteur des Weser-Kuriers.
- Silke Hellwig ab 2011 Chefredakteurin des Weser-Kuriers